# Cahita
Cahita è una popolazione indigena formata da più tribù che si trovano maggiormente nello stato messicano di Sonora. Le tribù principali sono Yaqui e Mayo. Agli inizi del 1600 si contavano circa 60.000 individui; ancora oggi, sebbene quasi completamente ispanizzati, sono uno dei maggiori gruppi superstiti di lingua uto-azteca.